# Massagris
Massagris Simon, 1900 è un genere di ragni appartenente alla famiglia Salticidae.

## Distribuzione
Le sei specie oggi note di questo genere sono tutte endemiche del Sudafrica.

## Tassonomia
A dicembre 2010, si compone di sei specie:
- Massagris honesta Wesolowska, 1993 — Sudafrica
- Massagris mirifica Peckham & Peckham, 1903 — Sudafrica
- Massagris natalensis Wesolowska & Haddad, 2009 — Sudafrica
- Massagris regina Wesolowska, 1993 — Sudafrica
- Massagris schisma Maddison & Zhang, 2006 — Sudafrica
- Massagris separata Wesolowska, 1993 — Sudafrica

### Nomina dubia
- Massagris constricta Simon, 1900[2]; l'esemplare maschile, rinvenuto in Sudafrica e descritto da Simon come specie tipo, a seguito di uno studio dell'aracnologa Wesolowska del 1993, è da ritenersi nomen dubium[1].
- Massagris martini Simon, 1900; l'esemplare maschile, rinvenuto in Sudafrica, a seguito di uno studio dell'aracnologa Wesolowska del 1993, è da ritenersi nomen dubium[1].